# 埃韦尔利
埃韦尔利（法語：Everly，法語發音：[evɛʁli] ⓘ）是法国塞纳-马恩省的一个市镇，属于普罗万区。

## 地理
埃韦尔利（48°27'58"N, 3°14'56"E）面积8.76 平方千米，位于法国法蘭西島大區塞纳-马恩省，该省份为法国北部内陆省份，北起瓦兹省，西接埃松省、马恩河谷省、塞纳-圣但尼省和瓦兹河谷省，南至卢瓦雷省，东南接约讷省，东临马恩省和奥布省，东北接埃纳省。
与埃韦尔利接壤的市镇（或旧市镇、城区）包括：武尔济河畔莱索尔姆、沙尔迈松、古艾、塞纳河畔穆伊。

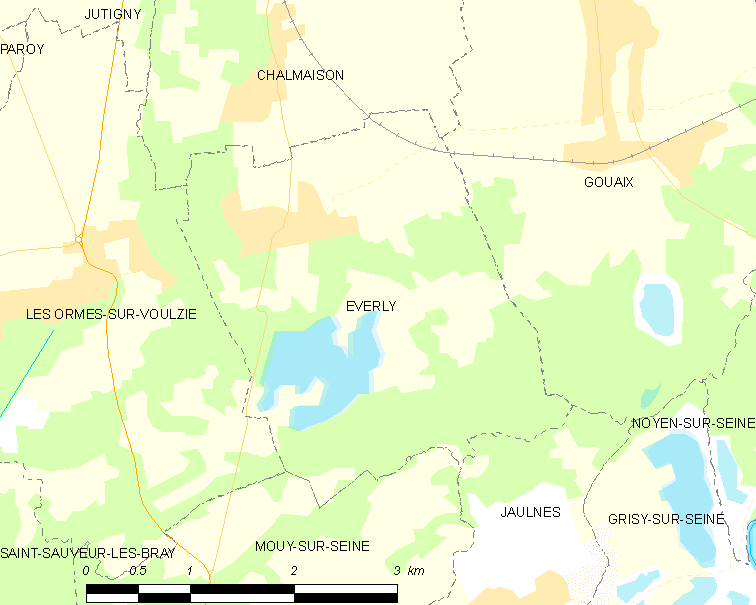
埃韦尔利的OSM定位图

埃韦尔利的时区为UTC+01:00、UTC+02:00（夏令时）。

## 行政
埃韦尔利的邮政编码为77157，INSEE市镇编码为77174。

## 政治
埃韦尔利所属的省级选区为普罗万县。

## 人口

1962-2008年间埃韦尔利人口变化图示

埃韦尔利于2022年1月1日时的人口数量为570人。